# The Divorcee (film 1919)
The Divorcee è un film muto del 1919 diretto da Herbert Blaché sotto la supervisione di Maxwell Karger. La sceneggiatura di Katharine Kavanaugh e June Mathis si basa su Lady Frederick, lavoro teatrale di W. Somerset Maugham andato in scena in prima a Londra il 26 ottobre 1907. Prodotto e distribuito dalla Metro Pictures Corporation, il film aveva come interpreti Ethel Barrymore, E.J. Ratcliffe, Holmes Herbert, Naomi Childers, John Goldsworthy, Maude Turner Gordon.

## Trama

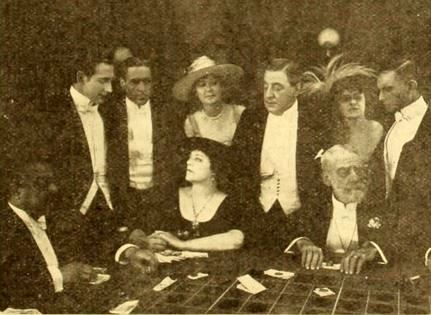
Ethel Barrymore
(seduta al centro)

Anche se non lo ama, Betsy O'Hara - per compiacere i suoi genitori - sposa lord Frederick Berolles. Ma quando il marito la vede insieme al suo ex fidanzato, sir Paradine Fuldes, la insulta pubblicamente. Betsy si rovina completamente la reputazione per salvare quella della sorella e Berolles chiede il divorzio.
Alcuni anni dopo a Montecarlo, lady Frederick - donna divorziata e discussa - intreccia una relazione con il giovane lord Charles Mereston. In realtà, il rapporto di Betsy è molto innocente, ma il giovane si infatua di lei. L'affetto che prova per il ragazzo la porta a mettere in discussione ancora una volta la propria reputazione, non rispondendo alle accuse che le rivolge lady Mereston per non rovinare il defunto lord Mereston.
Una mattina, lady Frederick si fa sorprendere senza trucco dal giovane Charles, per sottolineare la loro differenza di età, in modo che a lui passi l'infatuazione che prova per lei. Sir Paradine, lo zio di Charles, intanto, è diventato nuovamente ricco: scopre la verità sulla sua ex fidanzata e, allora, ritorna da lei per proporle il matrimonio.

## Produzione
Il film fu prodotto dalla Metro Pictures Corporation.

## Distribuzione
Il copyright del film, richiesto dalla Metro Pictures Corp., fu registrato il 27 gennaio 1919 con il numero LP13352.

Distribuito dalla Metro Pictures Corporation, uscì nelle sale cinematografiche statunitensi il 20 gennaio 1919.
Non si conoscono copie ancora esistenti della pellicola che viene considerata presumibilmente perduta.